# Дамян Велчев
 Тази статия е за офицера.  За оперния певец вижте Дамян Велчев (музикант).  
Дамян Велчев Дамянов е български офицер (генерал-полковник) и политик, един от ръководителите на Военния съюз и близък до групата „Звено“. Той взема участие в трите държавни преврата в България през първата половина на 20 век и през 1944 – 1946 година е министър на войната.

## Биография
Дамян Велчев е роден на 20 февруари 1883 година в Габрово в семейство от средната класа. Завършва Военното на Негово Княжеско Височество училище през 1903 година. От 1910 година е капитан, а през Балканските войни служи в Седма пехотна рилска дивизия.
В началото на Първата световна война Велчев е ротен командир в Двадесет и шести пехотен пернишки полк, с който участва в настъплението към Косово. На 27 февруари 1917 година е повишен в майор, а на 17 март е прехвърлен като дружинен командир в Двадесет и втори пехотен тракийски полк. От януари 1918 година е началник на дивизионния учебен курс в Седма дивизия, а през април е прехвърлен във Военното училище. На 20 август 1919 година става подполковник.
През 1919 година Велчев е сред основателите на Военния съюз като активно участва в подготовката на неговия Учредителен конгрес през октомври, а от 1922 е член на ръководството му. Той е уволнен от армията на 10 декември 1920 година при опитите на министър-председателя и военен министър Александър Стамболийски да ликвидира съюза.
Дамян Велчев участва в организирането на Деветоюнския преврат през 1923 година, след който е единственият офицер, върнат на служба в армията без прекъсване на стажа. До 1928 година е началник на Военното училище. След смъртта на Никола Рачев в Атентата в „Света Неделя“ през април 1925 година Велчев е избран за секретар на Военния съюз и остава на този пост до 1935 година. На 6 май 1925 година е повишен в полковник.
Участието на военни в политическо насилие в страната, което става с участието на военния министър Иван Вълков, постепенно създава напрежение между него и Дамян Велчев. През април 1926 година Вълков го командирова за шест месеца в Париж, заедно с неговия съвипускник Пенчо Златев. Въпреки това конфликтът се задълбочава – на конгреса на Военния съюз в сградата на военното министерство на 23 юни 1928 година се стига до сбиване между привърженици на двамата, след като Вълков предлага Военният съюз да се закрие.
През септември 1928 година Велчев е демонстративно уволнен от армията в нарушение на обичайната процедура, поставен е под наблюдението на полицията и военното разузнаване и се появяват слухове, че ВМРО подготвя убийството му. В отговор той завежда иск срещу началника на полицейската секция при военното министерство подполковник Димитър Порков за незаконно следене, като делото получава публичност. Същевременно Дамян Велчев, подкрепян от много офицери, започва изграждането на нелегална структура на Военния съюз, успоредна на казионната, оглавявана от Вълков.
През 1932 година Велчев завършва право в Софийския университет „Свети Климент Охридски“. Официално той става адвокат, но не практикува професията си, а се занимава изцяло с дейността на Военния съюз, издържайки се от притежаваните от съпругата му недвижими имоти.
Той е основният организатор на Деветнадесетомайския преврат през 1934 година, но умишлено не заема никакъв официален пост след него, оставайки секретар на Военния съюз. В началото на 1935 година е отстранен от ръководството на Военния съюз, а през юли е изгонен в Югославия. На 1 октомври 1935 г. се връща нелегално в страната, арестуван е и през същата година е осъден на смърт за подготовка на нов държавен преврат. По-късно присъдата му е заменена с доживотен затвор. Велчев и останалите осъдени по заговора от 1935 година са освободени през 1940 година при масова амнистия по повод на Крайовската спогодба.
През 1943 година Дамян Велчев се включва в дейността на Отечествения фронт като представител на „Звено“. На 16 януари 1944 година е поставен под домашен арест, а след това е интерниран в Рибарица, кодето живее при баджанака си. На 11 август той получава разрешение от местната администрация да се върне в София, след което не изпълнява полицейското нареждане да се върне в Рибарица.
Участва активно в провеждането на Деветосептемврийския преврат през 1944 година, след който е върнат в армията, повишен е в генералско звание и заема поста министър на войната във второто и третото правителство на Кимон Георгиев. На този пост той прави опити да предпази военнослужещите от ширещия се в страната терор, но е принуден да се откаже от тях под натиска на ръководителя на Съюзната контролна комисия Сергей Бирюзов и дори предлага да стане член на Комунистическата партия. Той ръководи българската делегация за Парада на победата на СССР над Третия райх в Москва, проведен на 24 юни 1945 г.
Комунистите се отнасят с подозрение към Велчев и той е под постоянно полицейско наблюдение. През юни 1946 година съветският диктатор Йосиф Сталин издава преки указания за провеждане на чистки в българската армия и в страната започват показни процеси срещу действащи и запасни офицери. Те са синхронизирани с монтирания процес в Югославия срещу Дража Михайлович, по време на който са обявени данни за връзки на Михайлович с Дамян Велчев с цел пробритански преврат в България, нещо, което Велчев публично отрича. Въпреки това на 13 юни той е изправен пред група висши офицери, начело с Крум Лекарски, които го подлагат на остри критики.
Макар че официално продължава да е военен министър, на 29 юли Дамян Велчев е фактически поставен под домашен арест, а адютантът му подполковник Златев е арестуван и убит няколко дни по-късно. Ръководството на военното министерство на практика е поето от Крум Лекарски. На 4 август Велчев е отведен от генерал Тодор Тошев и подполковник Стоян Заимов във Варна, а на 14 август в Рибарица. На 25 септември 1946 година заминава като посланик в Швейцария след личното ходатайство на Кимон Георгиев пред Георги Димитров.
През 1947 година името на Велчев отново е замесено в обвиненията в организиран опит за преврат, издигани в показните процеси срещу Никола Петков и Военния съюз, поради което той е освободен от поста посланик и е извикан обратно в България. Отказва да се върне в България, за което му е отнето българското гражданство.
В емиграция Дамян Велчев живее в голяма бедност, първоначално в Цюрих с дъщеря си и зет си, като и психическото му състояние е тежко. Според някои сведения той дори е тормозен от български емигранти, обвиняващи го за колаборационизма с комунистите. През 1953 година се премества в Париж, поканен от Любен Тодоров, също политически емигрант и бивш звенар.
Велчев поддържа активни контакти с ръководения от Г. М. Димитров Български национален комитет, ангажирайки се през 1952 година да оглави щаба на планирано значително военно формирование от български емигранти, чието ядро трябва да стане Българската национална рота. Поддържа контакти и с монархическите емигрантски кръгове.
Дамян Велчев умира на 70 години на 25 януари 1954 година в Париж.
През 1957 г. неговите „Статии, речи, заповеди“ (1946) са включени в Списъка на вредната литература.

## Военни звания
- Подпоручик (1 януари 1903)
- Поручик (1 януари 1906)
- Капитан (1 януари 1910)
- Майор (27 февруари 1917)
- Подполковник (20 август 1919)
- Полковник (6 май 1928)
- Генерал-майор (9 септември 1944)
- Генерал-лейтенант (10 ноември 1944)
- Генерал-полковник (6 май 1945)[25]

## Награди
- Орден „За храброст“ 3-та степен, 1-ви клас, 4-та степен, 1-ви и 2-ри клас
- Орден „Свети Александър“ 5-а степен с мечове по средата
- Съветски орден „Суворов“ 1-ва степен